# むすびズム
むすびズムは、2014年から2017年にかけて活動した日本の女性アイドルグループおよびファッションモデル。所属事務所はアソビシステム。

## 概要
2014年12月19日「ASOBISYSTEM IDOL PROJECT」において選ばれた6人（木村ミサ・和田うに・椎名エル・山田なみ・今井マイ・宮島るりか）により結成。コンセプトは「日本のカワイイと世界のみんなをむすぶ」。
アイドルとしてのライブ活動と平行し、個々にファッションモデルとしても活動する。ファンの愛称は「むすびーズ」。 2017年12月10日をもって解散。

## メンバー
メンバーそれぞれが「和」を意識した担当カラーを持つ。
| 担当カラー            | 名前                        | 誕生日   | 出身地 | 好きな食べ物              | 備考                                                                       |
| --------------------- | --------------------------- | -------- | ------ | ------------------------- | -------------------------------------------------------------------------- |
| 空色 （そらいろ）     | 木村 ミサ きむら ミサ       | 12月25日 | 群馬県 | おむすび （高菜たくあん） | リーダー。グループ結成以前より雑誌モデル、MC等で活動。ミスiD2015選考委員。 |
| 紅葉色 （もみじいろ） | 椎名 エル しいな エル       | 11月11日 | 埼玉県 | おむすび （いくら）       | サブリーダー。愛称は「えったん」。                                         |
| 桃色 （ももいろ）     | 山田 なみ やまだ なみ       | 6月20日  | 埼玉県 | おむすび （ツナマヨ）     | グループ結成以前より日本ツインテール協会のモデル等で活動。 後に【eN】。    |
| 白雪 （しらゆき）     | 今井 マイ いまい マイ       | 11月14日 | 埼玉県 | おむすび （高菜ちりめん） | ショートカット推進委員会所属。 2020年2月23日、クロスノエシス加入。         |
| 菫色 （すみれいろ）   | 宮島 るりか みやじま るりか | 7月27日  | 広島県 | おむすび （鮭）           | いちご同盟所属。ミスいちごグランプリ（2015年度）。                         |

旧メンバー
| 宇治抹茶 （うじまっちゃ） | 和田 うに わだ うに | 9月25日 | 茨城県 | おむすび （マグロ） | 2015年4月30日をもって脱退。 |

## 略歴

### 2014年
- 12月19日 - 渋谷2.5Dにて開催された「女子コレクティブ2」においてグループの結成を報告。オリジナル曲である「むすび✡イズム」、「Un Lucky Girl」を初披露。[3]

### 2015年
- 1月9日 - Ustream配信「むすんでいかナイト」を開始。
- 2月9日 - 渋谷WWWにて開催された「ASOPUNCH〜バレンタイン大作戦〜」において同じ事務所所属であるTEMPURA KIDZの「ONE STEP」のカバーを初披露。[4]
- 3月23日 - 新木場STUDIO COASTにて開催された「5iVESTAR」に出演。ライブ以外にもメンバーがモデルとしてファッションショーに参加。[5]
- 3月28日 - 「OSAKA KAWAii!! 2015」に出演。グループ初の関東圏以外への遠征となる。
- 4月19日 - J-SQUARE品川にて開催された「東京アイドル劇場」においてフジテレビTWOのドラマ「ゴーストレート」主題歌、「ゴーストレート」を初披露。[6]
- 4月30日 - 和田うにが自身の体調不良を理由にグループから脱退。
- 5月5日 - 主題歌をつとめるドラマ「ゴーストレート」が初放送。ドラマ本編にも椎名エル、山田なみ、宮島るりかがエキストラとして出演。
- 5月9日 - 「HARAJUKU KAWAii!! WEEK 2015」において「E.M.B.」を初披露。[7]
- 5月20日 - 北國新聞朝刊別刷にて企画された「NEWSPAPER FES!!」に参加。新聞紙面上でのAR（拡張現実）にて「むすび☆イズム」のライブパフォーマンスを披露。[8]
- 5月22日 - 渋谷パルコにて開催されたファッションイベントでチェキカメラマン・米原康正による公開シューティングにモデルとして参加。[9]
- 5月31日 - J-SQUARE品川にて開催された「東京アイドル劇場」において「I am a Shooting Star」を初披露。
- 6月12日 - テレビ朝日「アイドルお宝くじ」に出演。グループとして初のテレビ出演となる。
- 8月1日 - 「TOKYO IDOL FESTIVAL 」に初出演。
- 8月8日 - アメリカ・サンフランシスコで行なわれた「MOSHI MOSHI NIPPON FESTIVAL 2015 in SAN FRANCISCO」に出演。グループ初の海外遠征となる。
- 8月28日 - アメリカ・ロサンゼルスで行なわれた「OC JAPAN FAIR 2015」に出演。
- 10月11日 - イギリス・ロンドンで行なわれた「MOSHI MOSHI NIPPON FESTIVAL 2015 in LONDON」に出演。ライブ以外に日本食のサンプリングイベントにも参加。[10]
- 10月28日 - 渋谷WWWにて初の主催イベント「ASOBISYSTEM presents むすびフェス」を開催。
- 12月19日 - 渋谷2.5Dにて結成1周年記念イベントである「#musubi1zm〜さぁさ皆様むすんでみましょ〜」を開催。

### 2016年
- 1月21日 - 恵比寿CreAtoにおいて定期公演となる「むすんでいかナイト☆'16」を開始。
- 2月24日 - 恵比寿CreAtoでの定期公演において「マエヲムケ！」を初披露。
- 3月13日 - 原宿もしもしボックスにおいて初の女性限定イベント「3月の女子会トーク」を開催。[11]
- 3月24日 - 恵比寿CreAtoでの定期公演において「our worldへ」を初披露。
- 4月13日 - 恵比寿CreAtoでの定期公演においてFUJIYAMA PROJECT JAPANへの所属と2016年7月5日に同レーベルから前述の「マエヲムケ！」、「our worldへ」、「ONE STEP」が収録されたデビューシングルを発売することを発表。[12]
- 7月2日・7月3日 - 横浜赤レンガパークにて開催された「アイドル横丁夏まつり!!〜2016〜」に両日出演。
- 7月5日 - デビューシングル「マエヲムケ！」を発売。
- 7月10日 - お台場ダイバーシティ東京プラザでのリリースイベントにおいて2016年12月19日に渋谷WWWにてグループ初となるワンマンライブの開催を発表。
- 7月14日 - 恵比寿CreAtoでの定期公演において「Summer Repeat」を初披露。
- 7月27日 - 前述のデビューシングル購入者を対象にグループ初となるファン感謝イベントである「後ろを向くな！マエヲムケ！「マエヲムケ！」振付講座」を開催。
- 8月14日 - ももいろクローバーZ主催の桃神祭(にて行われたSIF2016に出演。スターダストプロモーション以外のアイドルグループがイベントに出演するのは初となる。[13]
- 8月25日 - 恵比寿CreAtoでの定期公演において2016年11月15日に2ndシングル「まほうのカギを手に入れたら」を発売することを発表。
- 9月8日 - 恵比寿CreAtoでの定期公演において「まほうのカギを手に入れたら」を初披露。
- 9月18日 - 表参道GROUNDにおいて恵比寿CreAtoでの定期公演と平行する形で新たな定期公演となる「むすびズム定期公演 原宿編 青春って1,2,3ジャンプ！！」を開始。
- 9月25日 - 幕張メッセにて開催された「@JAM×ナタリーEXPO2016」において「milky way」を初披露。
- 10月12日 - 恵比寿CreAtoでの定期公演において木村ミサ、椎名エル、今井マイからなるユニットが『「好き。」』を初披露。
- 10月23日 - アキバ☆ソフマップ1号店でのリリースイベントにおいて山田なみ、宮島るりかからなるユニットが「キラキラ☆ビューン」を初披露。
- 11月15日 - 2ndシングル「まほうのカギを手に入れたら」を発売。
- 12月19日 - 渋谷WWWにてグループ初となるワンマンライブ「むすびズム2周年ライブ ワンマン初心者 〜まほうのカギを挿してくれ〜」を開催。また当日のライブの模様をDVDとして発売することを発表。

### 2017年
- 2月16日 - 恵比寿CreAtoでの定期公演において2017年3月31日に原宿アストロホールでのワンマンライブ開催を発表。
- 3月5日 - 徳島国際短編映画祭2017にて山田なみ（みつあみハーデス・井崎なみ役）、宮島るりか（みつあみハーデス・相沢ナギ役）が出演する短編映画「ふたごとうだつ」が上映。グループメンバー初のスクリーンデビューとなる。[14]
- 3月31日 - 原宿アストロホールにて2ndワンマンライブ「むすぶぞワンマン！～原宿の陣～」を開催。「キミへ100%」を初披露。また同曲を含む3rdシングルが2017年6月27日に発売することを発表。
- 4月29日 - タワーレコード錦糸町店でのリリースイベントにおいて「キミに夢CHU♡XX」を初披露。
- 4月30日 - エレキコミックと片桐仁（ラーメンズ）による女装アイドルユニット・キケチャレ！の1stアルバム「LIFE」に楽曲参加することを発表。[15]
- 5月31日 - 原宿アストロホールにて3rdワンマンライブ「むすぶぞワンマン！～原宿夢CHU♡宣言～」を開催。「小悪魔なLOOK」を初披露。また前述の1stワンマンライブの模様を収録したDVDを発売開始。[16]
- 6月27日 - 3rdシングル「キミに夢CHU♡XX」を発売。
- 7月8日 - 犯罪予告にあたる発言があったとし出演を予定していた横浜赤レンガパークで開催された「アイドル横丁夏まつり!!〜2017〜」への出演をキャンセル。[17]
- 7月9日 - 「アイドル横丁夏まつり!!〜2017〜」に出演。予定していたプログラムを変更の上、多数の警官、警備員が配備される厳戒態勢の中でライブが行われた。
- 7月21日 - 新木場ageHaで開催された「THE BIG PARTY × ASOBINITE!!!」に出演。グループとして初の深夜帯イベントへの出演となる。
- 7月31日 - 原宿アストロホールにて4thワンマンライブ「むすぶぞワンマン！ ～原宿攻略せよ！～」を開催。「またね」を初披露。また同年12月にグループ結成3周年ワンマンの開催を発表。
- 8月19日 - 幕張メッセ他で開催された「SUMMER SONIC 2017」に出演。
- 9月4日 - 恵比寿CreAtoでの定期公演においてグループ結成3周年ワンマンを同年12月10日に開催すること、また4thシングルを2017年11月21日に発売することを発表。[18]
- 10月7日 - Space emo 池袋でのリリースイベントにおいて「恋の戦士」を初披露。
- 10月30日 - 同年12月10日開催のグループ結成3周年ワンマンをもって解散することを発表。[19]。
- 11月14日 - タワーレコード横浜ビブレ店でのリリースイベントにおいて「確信のフライデー」を初披露。
- 11月21日 - 4thシングル「恋の戦士」を発売。
- 12月10日 - 白金高輪SELENE b2にて5thワンマンライブ「むすびズム LAST LIVE ～ラストむすぶぞ！～」を開催。この日をもってグループを解散。[20]

## 作品

### シングル
|   | 発売日         | タイトル                   | 規格品番            | 販売形態                          | 収録曲                                       | 作詞           | 作曲           |
| - | -------------- | -------------------------- | ------------------- | --------------------------------- | -------------------------------------------- | -------------- | -------------- |
| 1 | 2016年7月5日   | マエヲムケ！               | FPJ-60001 FPJ-60002 | 金盤（初回限定盤） 銀盤（通常盤） | 1.マエヲムケ！                               | 沢田チャレンジ | miifuu         |
| 1 | 2016年7月5日   | マエヲムケ！               | FPJ-60001 FPJ-60002 | 金盤（初回限定盤） 銀盤（通常盤） | 2.our worldへ                                | 小林愛         | ハシダカズマ   |
| 1 | 2016年7月5日   | マエヲムケ！               | FPJ-60001 FPJ-60002 | 金盤（初回限定盤） 銀盤（通常盤） | 3.ONE STEP(musubi ver.)                      | nishi-ken      | nishi-ken      |
| 1 | 2016年7月5日   | マエヲムケ！               | FPJ-60001 FPJ-60002 | 金盤（初回限定盤） 銀盤（通常盤） | 4.マエヲムケ！(instrumental)                 |                |                |
| 2 | 2016年11月15日 | まほうのカギを手に入れたら | FPJ-60003           | 金盤（初回限定盤）                | 1.まほうのカギを手に入れたら                 | 畠山承平       | 畠山承平       |
| 2 | 2016年11月15日 | まほうのカギを手に入れたら | FPJ-60003           | 金盤（初回限定盤）                | 2.キラキラ☆ビューン※山田、宮島ユニット曲     | Sarah          | Lazerdisk      |
| 2 | 2016年11月15日 | まほうのカギを手に入れたら | FPJ-60003           | 金盤（初回限定盤）                | 3. キラキラ☆ビューン(instrumental)           |                |                |
| 2 | 2016年11月15日 | まほうのカギを手に入れたら | FPJ-60004           | 彩盤（初回限定盤）                | 1.まほうのカギを手に入れたら                 | 畠山承平       | 畠山承平       |
| 2 | 2016年11月15日 | まほうのカギを手に入れたら | FPJ-60004           | 彩盤（初回限定盤）                | 2.「好き。」※木村、椎名、今井ユニット曲      | SEIJ           | SEIJ           |
| 2 | 2016年11月15日 | まほうのカギを手に入れたら | FPJ-60004           | 彩盤（初回限定盤）                | 3.「好き。」(instrumental)                   |                |                |
| 2 | 2016年11月15日 | まほうのカギを手に入れたら | FPJ-60005           | 通常盤                            | 1.まほうのカギを手に入れたら                 | 畠山承平       | 畠山承平       |
| 2 | 2016年11月15日 | まほうのカギを手に入れたら | FPJ-60005           | 通常盤                            | 2.milky way                                  | SHE            | miifuu         |
| 2 | 2016年11月15日 | まほうのカギを手に入れたら | FPJ-60005           | 通常盤                            | 3.Summer Repeat                              | カネココウタ   | 佐藤セイシ     |
| 2 | 2016年11月15日 | まほうのカギを手に入れたら | FPJ-60005           | 通常盤                            | 4.まほうのカギを手に入れたら（instrumental） |                |                |
| 3 | 2017年6月27日  | キミに夢CHU♡XX             | FPJ-60006           | A盤                               | 1.キミに夢CHU♡XX                             | SEIJ           | SEIJ           |
| 3 | 2017年6月27日  | キミに夢CHU♡XX             | FPJ-60006           | A盤                               | 2.キミへ100%                                 | SEIJ           | SEIJ           |
| 3 | 2017年6月27日  | キミに夢CHU♡XX             | FPJ-60006           | A盤                               | 3.キミに夢CHU♡XX（instrumental）             |                |                |
| 3 | 2017年6月27日  | キミに夢CHU♡XX             | FPJ-60006           | A盤                               | 4.キミへ100%（instrumental）                 |                |                |
| 3 | 2017年6月27日  | キミに夢CHU♡XX             | FPJ-60007           | B盤                               | 1.キミに夢CHU♡XX                             | SEIJ           | SEIJ           |
| 3 | 2017年6月27日  | キミに夢CHU♡XX             | FPJ-60007           | B盤                               | 2.小悪魔なLOOK                               | SEIJ           | SEIJ           |
| 3 | 2017年6月27日  | キミに夢CHU♡XX             | FPJ-60007           | B盤                               | 3.キミに夢CHU♡XX（instrumental）             |                |                |
| 3 | 2017年6月27日  | キミに夢CHU♡XX             | FPJ-60007           | B盤                               | 4.小悪魔なLOOK（instrumental）               |                |                |
| 4 | 2017年11月21日 | 恋の戦士                   | FPJ-60008           | A盤                               | 1.恋の戦士                                   | SEIJ           | SEIJ・上田起士 |
| 4 | 2017年11月21日 | 恋の戦士                   | FPJ-60008           | A盤                               | 2.またね                                     | SEIJ           | SEIJ           |
| 4 | 2017年11月21日 | 恋の戦士                   | FPJ-60008           | A盤                               | 3.恋の戦士（instrumental）                   |                |                |
| 4 | 2017年11月21日 | 恋の戦士                   | FPJ-60008           | A盤                               | 4.またね（instrumental）                     |                |                |
| 4 | 2017年11月21日 | 恋の戦士                   | FPJ-60009           | B盤                               | 1.恋の戦士                                   | SEIJ           | SEIJ・上田起士 |
| 4 | 2017年11月21日 | 恋の戦士                   | FPJ-60009           | B盤                               | 2.確信のフライデー                           | SEIJ           | 山崎あおい     |
| 4 | 2017年11月21日 | 恋の戦士                   | FPJ-60009           | B盤                               | 3.恋の戦士（instrumental）                   |                |                |
| 4 | 2017年11月21日 | 恋の戦士                   | FPJ-60009           | B盤                               | 4.確信のフライデー（instrumental）           |                |                |

### DVD
| 発売日        | タイトル                                                          | 規格品番   | 内容・備考 |
| ------------- | ----------------------------------------------------------------- | ---------- | --- |
| 2015年8月4日  | ゴーストレート                                                    | PCBC-52445 | 主題歌「ゴーストレート」作詞/作曲:越石佳之 挿入歌「ウキウキWalking」作詞:西村ひよこちゃん 作曲:PARKGOLF（2.5D） 前述のエキストラ出演の他に特典映像『むすびズム「ゴーストレート」踊ってみた』も収録。 |
| 2017年5月31日 | むすびズム2周年ライブ ワンマン初心者 〜まほうのカギを挿してくれ〜 | MSB-0001   | 会場限定発売 |

### ゲスト参加アルバム
| 発売日        | タイトル | アーティスト | 規格品番  | 内容・備考                                    |
| ------------- | -------- | ------------ | --------- | --------------------------------------------- |
| 2017年6月14日 | LIFE     | キケチャレ！ | VIZL-1169 | 「脱構築的少女論」キケチャレ！feat.むすびズム |

### 写真集
「純潔をまとうキミ 今井マイ×飯田エリカ」- 今井マイ

## 出演

### テレビ
- 2015年5月5日 - フジテレビTWO「ゴーストレート」- 椎名エル、山田なみ、宮島るりかがエキストラとして
- 2015年6月12日 - テレビ朝日「アイドルお宝くじ」
- 2015年10月21日 - Kawaiian TV「超直前！あなたも女子博に行きたくな〜るSP」- 木村ミサ、山田なみ
- 2015年12月11日 - BSスカパー! 「もしもしにっぽん FESTIVAL 2015 Day1」
- 2016年1月16日 - テレビ埼玉「いきいき越谷」- 宮島るりか（ミスいちごとして）
- 2016年2月21日 - Kawaiian TV「えりぬきアイドルがその場で調べるニュースの結論（略して）バラ売り」- 木村ミサ
- 2016年6月16日 - テレビ神奈川「POP PARADE」
- 2016年7月11日 - テレビ埼玉他「未来定番曲」- 8月1日放送分と合わせ2回に渡り特集
- 2016年7月26日 - Kawaiian TV「IDOL♡アカデミー(K・U・T )ノ爆」
- 不定期放送 Kawaiian TV「みいさんぽ」- 木村ミサ初となる冠番組、むすびズムについてもゲストで数回出演（2016年12月6日終了）
- 2017年3月1日 - Kawaiian TV「こちょこちょ横丁」- 3月15日、3月29日放送分と合わせ3回に渡り特集
- 2016年3月7日 - 日本海テレビ他全国地上波27局ネット「きみだけTV」- 4週に渡り出演
- 2017年10月17日 - フジテレビ「ぼくは麻理のなか」- 木村ミサ、宮島るりか
- 2017年10月28日 - BS12 トゥエルビ「BOOKSTAND.TV」- 椎名エル、宮島るりかが11月4日放送分と合わせ出演

### ラジオ
- 毎週火曜日 エフエム愛知 「HARAJUKU KAWAii!! RADIO」 - 木村ミサ（パーソナリティ）

### 映画
- 「ふたごとうだつ」 - 山田なみ（みつあみハーデス・井崎なみ役）、宮島るりか（みつあみハーデス・相沢ナギ役）

### MV
- LITTLE 「Beach Sun Girl feat. Una」- 椎名エル、宮島るりか[21]
- Omoinotake 「Hit It Up」 - 木村ミサ [22]

### ネット配信
- AbemaTV「アソビじゃねんだよTV」- 主に木村ミサが出演
- Ustream チェケラっ超TV「8speech」（2016年1月29日終了） - 木村ミサ（MC）、むすびズムについてもゲストで数回出演
- LINE LIVE「むすびちゃんのたまむすび」
- LINE LIVE「むすびズムの『むすびちゃんねる』」
- Ustream「むすんでいかナイト」

### その他
- ナードマグネット 「CRAZY, STUPID, LOVE」 CD・LPジャケットモデル - 木村ミサ[23][24]
- CABANE de ZUCCa WATCH × HIKARICAMERA - 今井マイ[25]
- バカリズムライブ「ぎ」オープニングテーマ「ぎのテーマ」椎名エル、山田なみ・エンディングテーマ「恋ののの歌」椎名エル
- 「ふりむいてオルフェウス」- 映画「ふたごとうだつ」劇中内ユニット「みつあみハーデス（山田なみ、宮島るりか、谷奥えま）」による楽曲

## 掲載

### 新聞
- 2015年5月20日 - 北國新聞朝刊別刷

## タイアップ
- キミに夢CHU♡XX - テレビ金沢「となりのテレ金ちゃん」2017年7月エンディングテーマ